# Mój brat niedźwiedź
Mój brat niedźwiedź (ang. Brother Bear) – amerykański film animowany wytwórni filmowej Disney z 2003 roku. Jego sequelem jest film Mój brat niedźwiedź 2 z 2006 roku.
W 2004 roku film otrzymał nominację do Oscara w kategorii najlepszy pełnometrażowy film animowany.

## Opis fabuły
Akcja filmu rozgrywa się w tundrze. Mieszkają tam trzej bracia: Sitka, Denahi i Kenai. Gdy najmłodszy z nich (Kenai) dorasta, dostaje totem niedźwiedzia oznaczający miłość, z czego jest bardzo niezadowolony. Po tej ceremonii okazuje się, że niedźwiedzie ukradły ryby, ponieważ Kenai nie przywiązał kosza z nimi. Zamierzając je odzyskać, tropi niedźwiedzia. Po krótkiej walce niedźwiedź zrzuca Kenaia na półkę skalną. W takim stanie znajdują go bracia i ruszają mu na pomoc. W walce tej ginie Sitka, ponieważ, wbijając włócznię w szczelinę w lodowcu, na którym był on i niedźwiedź, spowodował oderwanie się wielkiej części. Niedźwiedź wychodzi z tego bez szwanku. Kenai chce pomścić brata i zabija niedźwiedzia, lecz zostaje ukarany i duch Sitki zmienia go w niedźwiedzia.
Po przemianie na miejsce dociera Denahi, uznaje młodszego brata za zabitego przez niedźwiedzia i musi pomścić. Kenai wpada do rzeki i dopływa do lasu, gdzie znajduje go Tanana i mówi mu, że jeśli chce odzyskać dawną postać, musi obgadać to z duchem Sitki, a znajdzie go na górze, gdzie światła wędrują po ziemi. Po drodze Kenai poznaje 2 łosie, Rutta i Tuka, które jednak nie potrafią mu pomóc. Gdy rusza w dalszą drogę, wpada w pułapkę, którą zastawili myśliwi. Z opresji ratuje go młody niedźwiedź o imieniu Koda, który obiecuje, że pokaże mu, gdzie światła wędrują po ziemi. Kenai niechętnie się zgadza. Podczas wędrówki niedźwiedzie spotykają Rutta i Tuka zaatakowanych przez Denahiego. We czwórkę jadą na mamutach, nie chcąc, żeby Denahi wytropił ich po śladach.
Po nocy przespanej na mamutach, Kenai i Koda nie potrafią odnaleźć dalszej drogi. Docierają do gejzerów, gdzie znowu atakuje ich Denahi, który potem wpada do rzeki, próbując ją przeskoczyć. W końcu niedźwiedzie trafiają nad potok pstrągów (faktyczny cel podróży Kody). Kenai ma zamiar zamieszkać z niedźwiedziami, ale wieczorem Koda opowiada, jak zgubił matkę. Kenai zaczyna kojarzyć opowieść Kody z własną historią. Rozumie, że to on zabił matkę Kody. Odchodzi do lasu, gdzie wkrótce znajduje go Koda. Kenai mówi Kodzie prawdę, a ten ucieka w popłochu, lecz potem jest świadkiem kłótni Rutta i Tuka. Po pogodzeniu się łosi postanawia ruszyć Kenaiowi na pomoc.
Do Denahiego przylatuje Sitka pod postacią orła i prowadzi go do Kenaia. Znajduje go na górze, gdzie usiłuje go zabić, ale w walkę włącza się Koda. Kenai jest gotów poświęcić życie dla Kody, co zmusza Sitkę do wkroczenia. Zmienia go z powrotem w człowieka na oczach Kody i Denahiego. Kenai postanawia zmienić się znowu w niedźwiedzia, by mógł opiekować się Kodą. Po przemianie Kenaia Koda spotyka się z duchem swojej matki, a duch Sitki przytula braci na pożegnanie. Kenai wraca do plemienia, gdzie odciska swoją łapę na ścianie z malowidłami, co oznacza, że wreszcie stał się mężczyzną.

## Obsada głosowa
| Polski dubbinɡ | Angielska wersja      | Rola         |
| --- | --------------------- | ------------ |
| Bartosz Obuchowicz | Joaquin Phoenix       | Kenai        |
| Aleksandra Radwańska | Jeremy Suarez         | Koda         |
| Andrzej Grabowski | Rick Moranis          | Rutt         |
| Zenon Laskowik | Dave Thomas           | Tuke         |
| Szymon Bobrowski | Jason Raize           | Denahi       |
| Janusz Zakrzeński | Harold Gould          | stary Denahi |
| Krzysztof Banaszyk | D.B. Sweeney          | Sitka        |
| Wiesława Mazurkiewicz | Joan Copeland         | Tanana       |
| Mariusz Leszczyński | Michael Clarke Duncan | Tug          |
| Stefan Friedmann | Paul Christie         | Baran #1     |
| Andrzej Fedorowicz | Danny Mastrogiorgio   | Baran #2     |
| Opracowanie wersji polskiej: Start International Polska Reżyseria: Joanna Wizmur Dialogi polskie: Bartosz Wierzbięta Dźwięk i montaż: Sławomir Czwórnóg Teksty piosenek: Marek Robaczewski Kierownictwo muzyczne: Marek Klimczuk Kierownik produkcji: Elżbieta Araszkiewicz Opieka artystyczna: Magdalena Snopek Piosenki nagrano w: Studio Buffo Nagranie i montaż piosenek: Jarosław Regulski Produkcja polskiej wersji językowej: Disney Character Voices International, Inc. Postaciom epizodycznym głosu użyczyli: Mirosława Nyckowska, Wit Apostolakis-Gluziński, Monika Błachnio, Katarzyna Czarnota Jarosław Domin, Paweł Iwanicki, Jacek Kopczyński, Krystyna Kozanecka-Dominik, Beniamin Lewandowski, Kajetan Lewandowski, Maciej Maciejewski, Iwona Rulewicz, Paweł Szczesny, Janusz Wituch |                       |              |

## Piosenki
Poniższy opis uwzględnia tytuły polskojęzycznych wersji piosenek wykorzystanych w filmie wraz z ich wykonawcami.
- „Duchy tych, co mieszkali tu” – Kayah oraz Chór[a]
- „I Ty możesz zostać z nami” – Kuba Badach, Piotr Gogol, Jacek Kotlarski, Andrzej Lampert, Mariusz Szaban, Mariusz Totoszko
- „Wyruszać czas” – Aleksandra Radwańska i Mariusz Totoszko
- „Już nikt, już nic” – Mariusz Totoszko